# Докатичево
Дока̀тичево е село в Югозападна България. То се намира в община Симитли, област Благоевград.

## Население

### Етнически състав
Преброяване на населението през 2011 г.
Численост и дял на етническите групи според преброяването на населението през 2011 г.:
|                     | Численост |
| Общо                | 7         |
| Българи             | 7         |
| Турци               | -         |
| Цигани              | -         |
| Други               | -         |
| Не се самоопределят | -         |
| Неотговорили        | -         |

## География
Село Докатичево се намира в планински район.

## История
Църквата „Света Неделя“ е от средата на XIX век.
В 1891 година Георги Стрезов пише за селото:
| „ | Докотичево, намира се до Крупник, малко селце с 15 къщи български. Тук става панаир от околните села. Има църква, в която се чете по славенски, и българско училище с 10 ученика. | “ |

Към 1900 година според известната статистика на Васил Кънчов („Македония. Етнография и статистика“) населението на селото брои 70 души, всичките българи-християни.